# Breslauer Orchesterverein
Der Breslauer Orchester-Verein wurde 1862 gegründet. 1878 erfolgte unter Leitung von Johannes Brahms die Einweihung des Konzerthauses.

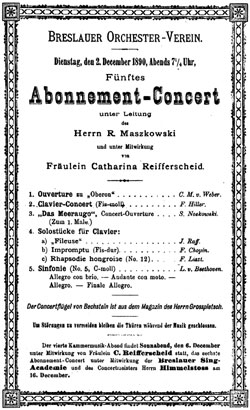
Plakat für ein Abonnemont-Concert unter der Leitung von R. Maszkowski in Breslau am 2. Dezember 1890

## Geschichte
Als Nachfolger des ersten Leiters Leopold Damrosch (1832–1885) leitete der deutsche Dirigent, Komponist und Musikpädagoge Bernhard Scholz  (1835–1916) langjährig den Orchesterverein, als dessen Nachfolger wiederum seit 1883 der Komponist und Dirigent Max Bruch (1838–1920) ernannt wurde, der zuvor die Philharmonic Society in Liverpool geleitet hatte. Der Tod von Rafał Maszkowski (1838–1901) und die Vakanz der Stelle nach der Pensionierung von Julius Schäffer bei der Breslauer Singakademie führten – wie die Musikwissenschaftlerin Joanna Subel anmerkt – zu der Idee, die Singakademie und den Breslauer Orchesterverein zu verbinden. 1924 wurde auch das Orchester mit dem Theaterorchester verbunden (jetzt Landesorchester genannt). 1928 erhielt das Orchester den Status als selbständige Schlesische Philharmonie.

## Leiter
- Leopold Damrosch (1862–1871)
- Bernhard Scholz (1871–1883)
- Max Bruch (1883–1890)
- Rafał Maszkowski (1890–1901)

Dirigenten nach der Vereinigung:
- Georg Dohrn (1901–1934)
- Fritz Lubrich (1934–1935)
- Franz von Hoeßlin (1935–1936)
- Heinrich Boell (1936–1938, 1942–1944)
- Philipp Wüst (1938–1942)
- Herbert Albert (1944)